# カヒーナ
カヒーナは、日本の女性歌手。2014年4月まで音楽制作ユニット「Barbarian On The Groove」の専属ボーカリストとして活動していた。

## 概要
- 2006年の「Seven -セブン-」より同人サークル「Barbarian On The Groove（以下「BOG」）」に参加。以後、BOGのオリジナルCDに参加している。
- 2009年には同人サークル「カヒーナ・ムジカ」の主宰としてBOGプロデュースのオリジナルアルバムを発売。
- 商業作品では暁WORKSのPCゲーム「僕がサダメ 君には翼を。」の主題歌のボーカルを担当して以来、商業PCゲーム作品の楽曲を数多く歌っている。（「Barbarian On The Groove feat. カヒーナ」名義として参加）
- 2014年4月19日にBOGを脱退。
- 伸びのあるパワフルな声が特徴で、ハードロックをはじめ、ポップや演歌調など様々なジャンルの楽曲を歌いこなす。ライブ等でも高い歌唱力を披露した[1]。

## ディスコグラフィー

### カヒーナ・ムジカ
- カヒーナ・ムジカ

2009年1月30日発売
1. ポコアポコ
2. DIVIDE
3. 光る影
4. 偽りの虹 -Fake Rainbow-
5. スピリットボンド
6. サイレントダンス
7. 愛の証
8. さよなら世界 -Adios El Mundo-
9. この風にのせて
10. 未完成の詩

- カヒーナ・ムジカ『鯨』

2009年9月9日発売
1. モノクローム・スパイラル
2. プロヴィデンス
3. IDEAL WORLD
4. 微唾みの中で
5. 変色
6. 足枷
7. フロンティア
8. ソラミ・マーチ
9. Riminder
10. ジャングル

- カヒーナムジカ Best of Songs “progress”

2012年7月27日発売
- Disc1

1. 虹の軌跡、夢の足跡
2. The Divinity
3. 永劫回帰
4. ポコアポコ
5. 高鳴る鼓動で　- 2012 Album Version -
6. Only For You
7. シゾフレニア
8. 英雄達の肖像
9. 偽りの虹 - Fake Rainbow -
10. メロパケット
11. ReflectionS
12. 愛の証

- Disk2

1. Dread Answer　- Kahiena Musica Version -
2. The Divinity - Hard Core Darkwave Remix -
3. 夜明けのコスモ
4. モノクローム･スパイラル
5. 眠る痕跡
6. 真実の翼-サダメのツバサ-
7. 哮る祈り　願いよ届け
8. インターナル
9. 刻まれる足跡
10. さよなら世界 - Adios El Mundo -
11. Dream Catcher - Non-Verbal Grungy Remix -
12. CHILDHOOD'S END
13. Reminder

## 参加楽曲

### Barbarian On The Groove
- Seven -セブン-
  - インターナル

- Dragon Valley -Twilight-<龍谷の黄昏>
  - 英雄たちの肖像

- Dragon Valley -Misterio- <龍谷の幻想>
  - 刻まれる足跡

- コスモス -変調する世界–
  - 夜明けのコスモ

- Dragon Valley -Arco-Iris- <龍谷の虹>
  - 哮る祈り　願いよ届け
  - 見果てぬ永劫

- Petroglyph -ペトログリフ-
  - ベレロフォン
  - 変革の時

- Classics plus -01
  - メロパケット

- El Fin De La Infancia 〜終焉と覚醒〜
  - CHILDHOOD'S END
  - 眠る傷跡

- POROROCK
  - ジャンボリー
  - ルーズィー

- Barbarian On The Groove Works Collection(商業作品集)
  - Disc1
    - 真実の翼-サダメノツバサ-
    - Only For You
    - The Divinity
    - Only For You(Remix)

- Barbarossa
  - シゾフレニア
  - 22個のシュルティ(IKU&カヒーナ)

- Barbarian On The Groove Works Collection 2nd(商業作品集)
  - 闇に落ちる涙

- apriori
  - マキナ・クラスター - Machina Cluster

### 商業作品
- 恋騎士 Purely☆Kiss (エフォルダムソフト)
  - 主題歌「Dream Catcher」
- イヅナ斬審剣（暁WORKS -黒-)
  - 主題歌「華散ル宵ニ風ヲ誘イテ」
- ひよこストライク!(Ex-iT)
  - エンディング「またいつか」
- HOTEL.(暁WORKS-黒-)
  - 主題歌「リフレット」
- 揺り籠より天使まで(暁WORKS-黒-)
  - 主題歌「Legal Nightmare」 歌:カヒーナ
- 暁の護衛〜罪深き終末論〜 (しゃんぐりら)
  - エンディング曲「永劫回帰」
- Alter Ego (Reactor)
  - 主題歌「Alter Ego」
- 置き場がない! (あかべぇそふとつぅ)
  - 挿入歌「ヤルセナイザー音頭」
- 恋ではなく―― It's not love, but so where near. (しゃんぐりらすまーと)
  - 主題歌「ReflectionS」
- SIN 黒朱鷺色の少女 (Studio Mebius)
  - 主題歌「Force Deadly Sin」(「カヒーナ+霜月はるか」名義)
- W.L.O.世界恋愛機構 (あかべぇそふとつぅ)
  - エンディング曲「Richesses」
- ヘリオトロープ (Hatena)
  - 主題歌「闇に落ちる涙」
- 僕がサダメ 君には翼を (暁WORKS)
  - 主題歌「真実の翼-サダメのツバサ-」
- 民族淫嬢 (暁WORKS-黒-)
  - 主題歌「Only For You」
- CROSS×BEATS
  - 「エアリアル」(カヒーナムジカ名義)
  - 「BRAND NEW」(Headphone-Tokyo** feat.カヒーナ名義)
  - 「Reuniverse」(Headphone-Tokyo** feat.カヒーナ名義)
  - 「未来へのプレリュード」(カヒーナムジカ名義)
- crossbeats REV.
  - 「Silbury Sign」(カヒーナムジカ名義)